# Novopohanství v Česku
Novopohanství v Česku je minoritní skupina náboženských tradic, ke které se ve sčítání z roku 2021 přihlásilo 2 764 osob, přičemž dalších 189 se přihlásilo k druidismu, který je taktéž řazen pod novopohanství.
Na rozdíl od zemí západní Evropy se pohanství začalo v České republice šířit výrazněji až v devadesátých letech dvacátého století díky pádu železné opony a protinábožensky zaměřeného režimu, což usnadnilo přístup k informacím ze zemí, v nichž se pohanství rozvíjelo a rozrůstalo v průběhu druhé poloviny 20. století. V Česku, podobně jako i v dalších západních zemích, panuje největší zájem o civilizaci Keltů a čarodějnictví, a s nimi spojené náboženské představy (viz např. druidismus). Přítomno je však i germánské náboženství, slovanské, Wicca. V omezené míře se v ČR vyskytuje i hellénské, římské a egyptské pohanství. Jiné novopohanské směry zatím v ČR nebyly zaznamenány.[zdroj?] Novopohanské prvky jsou v prvních desetiletích 21. století pozorovány i v populární kultuře, zejména v hudbě.
O zmapování novopohanského proudu v ČR napříč tradicemi a jeho krátké historie se pokoušel anglicky psaný článek z roku 2008. Konstatuje, že novopohanské směry se na českém území objevují až koncem 90. let 20. století v souvislosti s vydáním některých západních knih v českém překladu, v případě Wiccy, a se vznikem germánského společenství Heathen Hearts of Boiohaemum (viz Vlčí kult) a společenství slovanských rekonstrukcionistů Rodná víra. Na počátku 21. století bylo v České republice pohanství reprezentováno především neziskovou organizací Česká pohanská společnost.
Religionista Zdeněk Vojtíšek uvádí jako specifický rys českého novopohanství zastoupení velkého množství tradic a v roce 2022 zmínil zvyšující se oblibu severského novopohanství. Zároveň upozornil na horší oficiální postavení novopohanů v Česku oproti situaci v některých jiných zemích. Na počátku roku 2022 získala jako první novopohanská náboženská společnost registraci Náboženská společnost Slované spojená se společenstvím Slovanský kruh.

## Sčítání lidu 2011

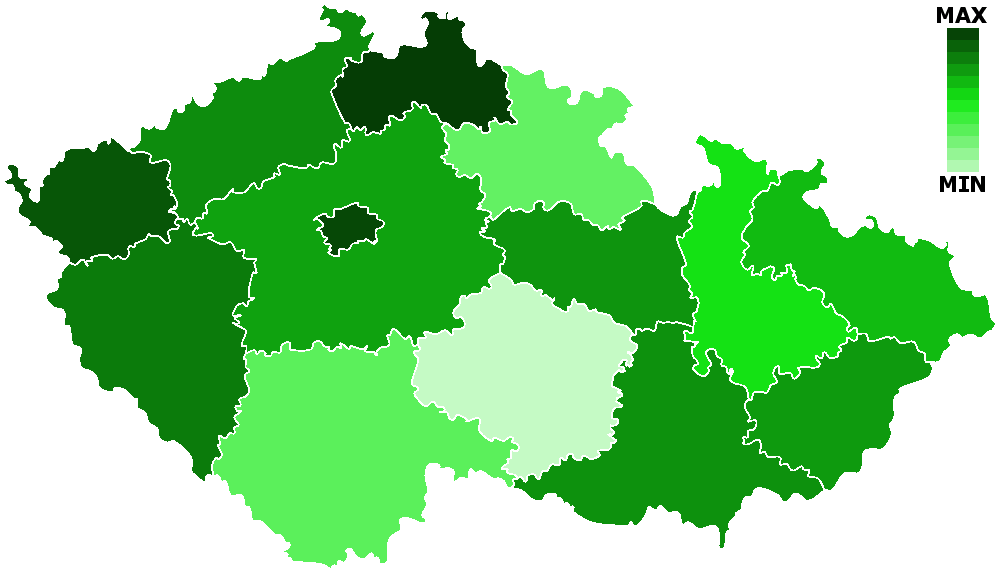
Mapa rozdělení podle procent pohanů na obyvatele příslušných krajů

V souvislosti se sčítáním 2011 se několik pohanských uskupení (např. česká pobočka Mezinárodní pohanské federace, Dávný obyčej či Rodná víra) obrátilo na ČSÚ s žádostmi o přidělení vlastního sčítacího kódu pro novopohanství (souhrnně napříč jednotlivými proudy), kterýmžto žádostem bylo 17. 2. 2011 vyhověno. Součet osob, které do kolonky náboženství vyplnily jako víru pohanství, tak je k dispozici nejen jejich vyznavačům, ale např. i religionistům, kteří se problematikou nové religiozity zabývají.

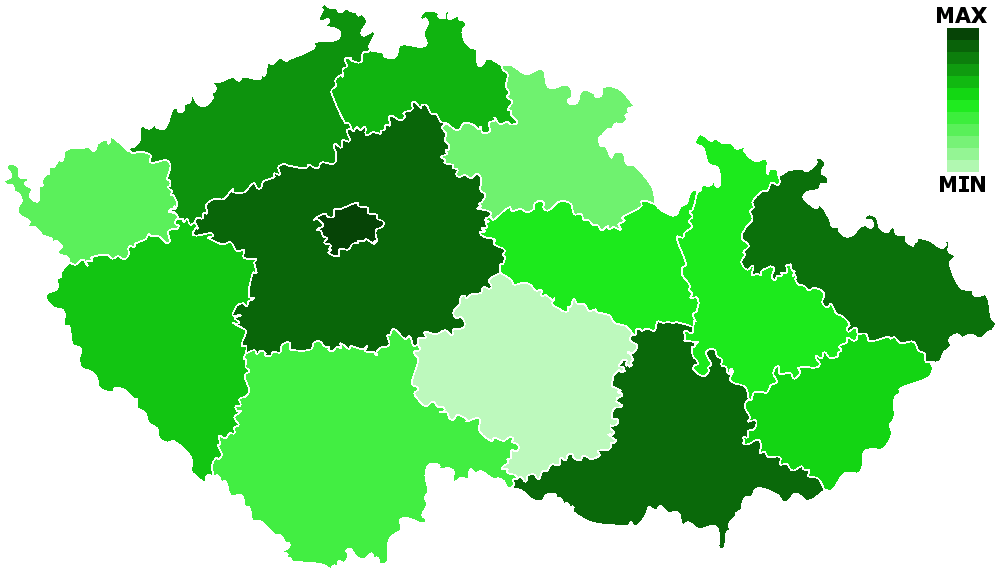
Mapa rozdělení podle počtu pohanů v příslušných krajích

Dne 16. 12. 2011 byly úřadem zveřejněny výsledky v otázce náboženského vyznání, z nichž mimo jiné vyplynulo, že tuto dobrovolnou otázku zodpovědělo pouze 54,8 % populace. K pohanství se přihlásilo celkem 863 osob.
| kraj            | počet | procent populace |
| --------------- | ----- | ---------------- |
| Hl. m. Praha    | 147   | 0,0115503 %      |
| Středočeský     | 99    | 0,0077669 %      |
| Jihočeský       | 36    | 0,0056474 %      |
| Plzeňský        | 51    | 0,0088743 %      |
| Karlovarský     | 33    | 0,0106368 %      |
| Ústecký         | 69    | 0,0083095 %      |
| Liberecký       | 56    | 0,0127487 %      |
| Královéhradecký | 31    | 0,0055787 %      |
| Pardubický      | 42    | 0,0081045 %      |
| Vysočina        | 25    | 0,0048759 %      |
| Jihomoravský    | 96    | 0,0082066 %      |
| Olomoucký       | 42    | 0,0065631 %      |
| Zlínský         | 47    | 0,0079599 %      |
| Moravskoslezský | 89    | 0,0072005 %      |
| celkem          | 863   | 0,0081706 %      |

## Sčítání lidu 2021
Stejně jako při sčítání v roce 2011 mělo i při sčítání 2021 pohanství svůj vlastní sčítací kód a tak i z tohoto sčítání jsou k dispozici údaje o počtu pohanů v českých zemích. Na otázku náboženského vyznání však 30,05 % lidí neodpovědělo vůbec, což výsledky zjištěné sčítáním poněkud zkresluje. Podle zjištěných výsledků v českých zemích je 2 764 lidí hlásících se k pohanskému vyznání.
| kraj            | počet | procent populace |
| --------------- | ----- | ---------------- |
| Hl. m. Praha    | 443   | 0,0340379 %      |
| Středočeský     | 373   | 0,0263553 %      |
| Jihočeský       | 167   | 0,0264324 %      |
| Plzeňský        | 138   | 0,0237340 %      |
| Karlovarský     | 76    | 0,0272304 %      |
| Ústecký         | 162   | 0,0205283 %      |
| Liberecký       | 81    | 0,0186098 %      |
| Královéhradecký | 100   | 0,0185759 %      |
| Pardubický      | 165   | 0,0323507 %      |
| Vysočina        | 128   | 0,0257278 %      |
| Jihomoravský    | 445   | 0,0371536 %      |
| Olomoucký       | 140   | 0,0225877 %      |
| Zlínský         | 146   | 0,0258694 %      |
| Moravskoslezský | 200   | 0,0171991 %      |
| celkem          | 2764  | 0,0261688 %      |